# シュアイジャオ

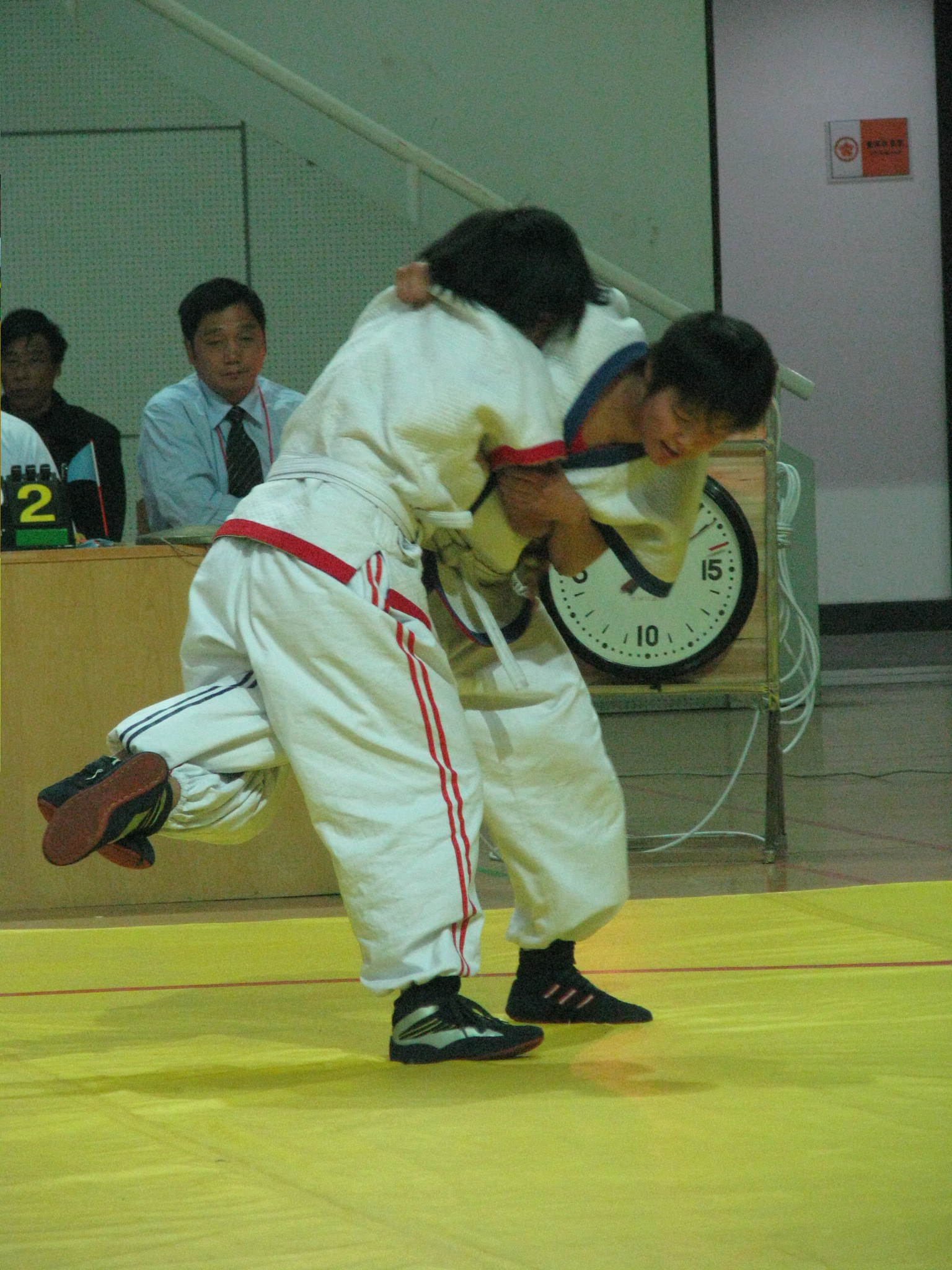
近代化された試合風景。レスリングシューズを履いている。泰州 中国式摔跤

シュアイジャオ（摔跤、摔角、shuāijiǎo）とは、中国漢族の伝統武術・格闘技。またそれを基にしたスポーツ。互いに組み合い、投技で勝敗を競う。ただし現在の中華人民共和国で単に摔跤というとレスリングまたは、類似の格闘技全般を表し、漢族の伝統的格闘技は中国式摔跤（Zhōngguóshì shuāijiǎo））として区別される。本項ではこの伝統的格闘技についてシュアイジャオとして記述する。

## 概説
シュアイジャオは中国でも最も長い歴史を持つ格闘技であり、漢書（1世紀）には手縛と記述されている。後に時代によって角抵・角抵戯・角觝・角力・相撲・摔角と表現が変わる。宋の時代には、争交と呼ばれる。960年に調露子が著した『角力記』がシュアイジャオに関して体系的に記された最初の書物とされている。その後中国の王朝交代にともない、モンゴル族や満洲族の格闘技を吸収し、影響を受けてきた。
北京の北平シュアイジャオ、河北省保定の保定シュアイジャオ、天津周辺の天津シュアイジャオがある。
近代に入って、1953年第1回の中華人民共和国少数民族運動会において正式種目となる。1956年と1957年、中国スポーツ委員会は試合ルールの制定と、競技者の体重による階級制を導入し、近代スポーツとしてスタートした。現在では全国体育大会、農民運動会の正式種目にもなっている。
現在のルールでは競技者は体重により10階級に分けられており、1ラウンド3分間の試合を1分間のインターバルをはさんで3ラウンド行う。試合は8m四方のマットで行われる。

## 特徴
- 着衣で靴を履いて行う。

## 相撲とシュアイジャオとの関係
日本の相撲とはその表記も含めて関連が指摘されている。しかしながら長い歴史の中で異なる点も当然多い。日本の相撲は江戸時代に独自の発展を遂げ、取組みを行うための土俵ができたが、シュアイジャオにはモンゴル相撲のように屋外の地面や石畳で試合をしており、土俵に相当する物は清朝の乾隆年間に、敷物の上で相撲を取るまで登場しなかった。また、相撲がまわし一つの裸体格闘技であるのに対し、着衣格闘技である。組技が前提であるものの、突き蹴りなどで攻撃してくる相手を投げる技が豊富にあるなど、むしろ柔術などに近い武術としての面がある。また、ズルハネやクシュティのように身近な道具を使ったトレーニングが豊富にある点も特徴的である。